# Villa di Bivigliano

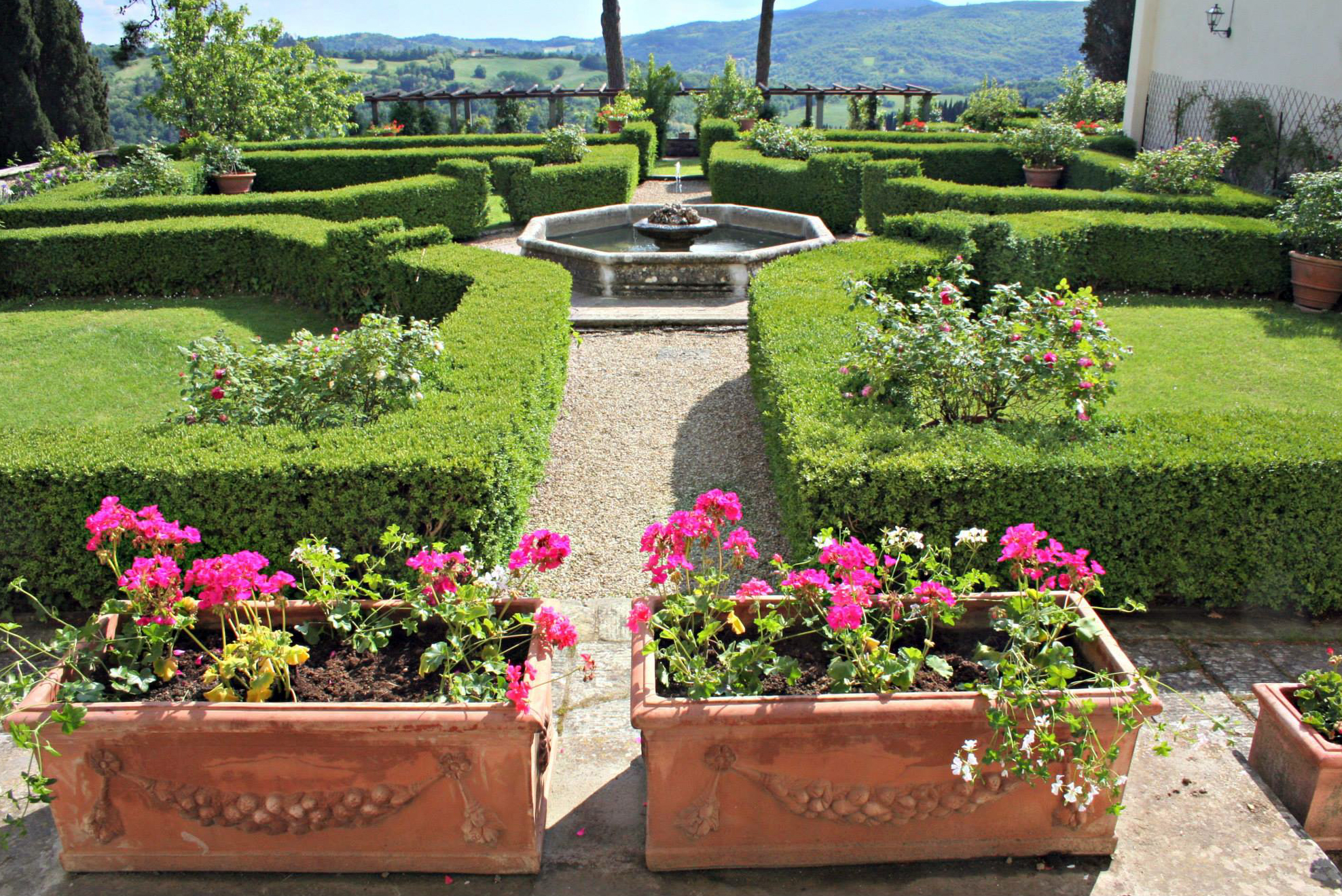
Giardino all'italiana

La villa di Bivigliano si trova in via Viliani, 84 nella località di Bivigliano a Vaglia (FI).

## Storia e descrizione
La villa, tipico esempio di architettura cinquecentesca, fu costruita, probabilmente su progetto di Bernardo Buontalenti, sulle antiche rovine di un castello dalla famiglia dei Ginori.
Utilizzata da allora come residenza estiva, la villa è immersa in un meraviglioso bosco di 12 ettari, voluto da Filippo Ginori che lo utilizzava come riserva di caccia.
Nel 1690, contemporaneamente alla sistemazione del bosco, venne costruita la famosa grotta artificiale a cui si accede tramite una scala a chiocciola. L'edificio venne dotato, di un giardino formale costituito da aiuole di bosso con al centro una fontana, e a un livello sottostante di un frutteto.
Luigi Pozzolini nel 1859, ad un'asta di beni dei Ginori, acquistò la proprietà e attuò un imponente rimboschimento secondo un ben preciso progetto naturalistico, aggiungendo alla vegetazione locale fatta di lecci, roverelle, cerri, cipressi, carpini e castagni, una vegetazione esotica dominata da conifere quali sequoie e tuje.